# Attapong Kittichamratsak
Attapong Kittichamratsak (thailändisch อรรถพงศ์ กิตติจำรัสศักดิ์, * 13. Februar 1990 in Chonburi), auch als Toto bekannt, ist ein thailändischer Fußballspieler.

## Karriere

### Verein
Attapong Kittichamratsak erlernte das Fußballspielen in der Jugendmannschaft von Assumption United FC in Bangkok. Seinen ersten Vertrag unterschrieb er 2007 in Singapur bei den Tampines Rovers. Der Verein spielte in der höchsten Liga des Landes, der S. League. Nach 22 Spielen wechselte er 2009 zum thailändischen Erstligisten Chonburi FC, wo er einen Zweijahresvertrag unterschrieb. 2009 wurde er die Rückserie an den Ligakonkurrenten Sriracha FC ausgeliehen. Trotz des Abstiegs wurde er von Sriracha 2010 fest verpflichtet. 2010 wurde Sriracha Meister der zweiten Liga und stieg wieder in die erste Liga auf. 2012 wechselte er zum Zweitligisten Ratchaburi Mitr Phol. Hier wurde er mit dem Verein Meister und stieg abermals in die erste Liga auf. 2013 wurde er an den Erstligisten Buriram United ausgeliehen. Hier absolvierte er ein Spiel. 2015 wurde er die Hinserie an Air Force Central FC, einem Verein aus Bangkok der in der zweiten Liga spielte, ausgeliehen. Nach Vertragsende in Ratchaburi unterschrieb er 2017 einen Vertrag beim Zweitligisten Army United in Bangkok. Nach 21 Spielen wechselte er 2018 zum Erstligisten Nakhon Ratchasima FC. 2020 ging er in die Zweite Liga, wo er sich dem Sisaket FC aus Sisaket anschloss. Am Ende der Saison musste er mit Sisaket in die dritte Liga absteigen. Für Sisaekt bestritt er 17 Zweitligaspiele. Nach dem Abstieg verließ er Sisaket und wechselte nach Rayong. Hier unterschrieb er im Mai 2021 einen Vertrag beim Erstligaabsteiger Rayong FC. Für den Verein aus Rayong stand er neunmal in der zweiten Liga auf dem Spielfeld. Nach der Hinrunde wurde sein Vertrag nicht verlängert. Anfang Januar 2022 verpflichtete ihn der ebenfalls in der zweiten Liga spielende Navy FC. Am Ende der Saison 2021/22 musste er mit der Navy als Tabellenletzter in die dritte Liga absteigen. Nach dem Abstieg verließ er Satthaip und wechselte nach Chainat zum Zweitligisten Chainat Hornbill FC. Nach zehn Zweitligaspielen wurde sein Vertrag nach der Hinrunde nicht verlängert. Im Januar 2022 nahm ihn der Drittligist Pattaya Dolphins United unter Vertrag. Mit dem Verein aus dem Seebad Pattaya spielte er in der Eastern Region der Liga. Mit dem Verein wurde er am Ende der Saison Meister der Region. In den Aufstiegsspielen zur zweiten Liga konnte man sich jedoch nicht durchsetzen. Da dem MH Nakhonsi City FC die Zweitligalizenz verweigert wurde, stieg Pattaya als Gesamtvierter der dritten Liga in die zweite Liga auf. Nach einer Spielzeit, in der er zwanzig Ligaspiele bestritt, wechselte er im Juli 2024 zum Erstligaabsteiger Trat FC.

### Nationalmannschaft
Von 2007 bis 2008 spielte Attapong Kittichamratsak 22 Mal in der thailändischen U-19-Nationalmannschaft. Viermal trug er das Trikot der U-23-Nationalmannschaft. 2012 spielte er dreimal für die thailändische Nationalelf.

## Erfolge

### Verein
Sriracha FC
- Thailändischer Zweitligameister: 2010

Ratchaburi Mitr Phol FC
- Thailändischer Zweitligameister: 2012

Pattaya Dolphins United
- Thai League 3 – East: 2022/23  ▲